# Assemblea d'Història de la Ribera
La I Assemblea d'Història de la Ribera es va celebrar en 1980 a Sueca, impulsada per Joan Fuster i amb l'historiador Antoni Furió com a primer secretari local, amb el repte d'impulsar els estudis locals al País Valencià.
Les ponències de les assemblees estan organitzades en diverses seccions: Geografia, Fonts Documentals, Prehistòria-Arqueologia, Història Medieval, Història Moderna, Història Contemporània i Art, a les quals cal afegir en les últimes edicions estudis monogràfics.